# 木醋液
木醋液（英語：Pyroligneous acid），又稱為焦木酸，是通過分解蒸餾木材和其他植物所產生的深色液體。

## 成分
木醋液的主要組分是乙酸、丙酮和甲醇。曾被用作乙酸的商業來源。此外，木醋液通常含有80-90％的水和約200種有機化合物。

## 歷史
德國化學家約翰·格勞勃最早研究木醋酸（oligum lignorum）。 木醋液曾被用來作為醋的替代品，亦被用於治療傷口、潰瘍等疾病。木醋也能夠與從燃燒木材所得到的鹼液中和而形成鹽。
在美國內戰期間，美利堅聯盟國嘗試用木醋液取代越來越難以獲得急需的鹽來保存食物。1895年，焦木酸的煙熏液開始在市場上銷售。
1973年，在日本曾作為殺菌用農藥登錄，但已被下架，不得以農藥名義販售。
2007年，在台灣與咖啡渣、醋、辣椒、蒜、玉米粉與蛋白粉等入列《農藥管理法》「不列管農藥」項目，2015年為避免民眾混淆，更名為「免登記植物保護資材」。